# Emil Martens
Emil  Friedrich Martens (* 17. Mai 1886 in Nusse; † 15. Januar 1969 in Hamburg) war ein deutscher Kaufmann und Sportfunktionär. Von 1928 bis 1934 war er Vorsitzender des Hamburger Sportvereins, anschließend Ehrenvorsitzender. Während des Nationalsozialismus wurde er wegen seiner Homosexualität verfolgt.

## Leben
Martens Vater war Inhaber eines Allwarengeschäfts, das er aber aus Gesundheitsgründen 1893 verkaufte. Martens selbst absolvierte nach der 1903 mit der mittleren Reife abgeschlossenen Schulausbildung eine kaufmännische Lehre. Von 1907 bis 1910 arbeitete er in der Ölimportfirma A. André in Hamburg. 1910 trat er in das Geschäft seines Bruders Paul ein, der zu diesem Zeitpunkt Versicherungsmakler war. Im Mai 1914 machte sich Emil Martens selbständig. Nach Ausbruch des Ersten Weltkrieges meldete er sich freiwillig und wurde beim Hamburger Infanterie-Regiment 76 eingesetzt. Am 24. April 1917 wurde er während der Schlacht von Arras an der Vimy-Höhe von englischen Truppen gefangen genommen. Nach der Entlassung aus der Kriegsgefangenschaft erhielt er 1919 das Eiserne Kreuz II. Klasse und das Hanseatenkreuz sowie später das Ehrenkreuz für Frontkämpfer. Zurück in Hamburg gründete Martens mit Vitus Maurer eine Firma zum Import und Verkauf von Perlmuttknöpfen. Nach der Übernahme durch einen englischen Investor im Jahre 1928 blieb Martens bis zu seiner Verhaftung 1936 Geschäftsführer der Firma.
Martens war bereits 1907 dem Hamburger FC von 1888 beigetreten, für den er vor dem Krieg unter anderem mehrere Jahre als Spielführer der 7. Mannschaft spielte. Er gehörte 1919 zu den Gründungsmitgliedern des Hamburger SV, für den er als Funktionär in verschiedenen Funktionen und Ausschüssen tätig war. Am 4. Februar 1928 wurde er in ein Vereins-Vorstandsgremium aus drei, später durchweg zwei Personen gewählt, wobei Martens als tatsächlich bestimmende Persönlichkeit akzeptiert war. Seine Tätigkeit gilt als „Motor einer beispiellosen Modernisierung“ des Vereins, doch waren in der Zeit auch etliche demokratische Prozeduren außer Kraft gesetzt und dem Trium- oder Duumvirat „unbegrenzte Vollmacht“ anvertraut. Unter Martens’ Führung wurde der Sportplatz-Verein Ochsenzoll gegründet und ein Gelände am Ochsenzoll erworben, das zwischen 1929 und 1931  zu einer Anlage mit Rasenplätzen (9 Fußball- und 3 Hockeyfelder) umgestaltet wurde.
Martens unterstützte offenbar seit 1928 die Nationalsozialisten, trat aber erst nach der Machtergreifung 1933 in die NSDAP ein. 1934 wurde ihm – als nunmehr alleinigem „Vereinsführer“ – vorgeworfen, er habe gegen das Amateurstatut verstoßen und es gebe beim HSV „schwarze Kassen“. Der DFB verlangte, dass Martens seines Amtes enthoben würde. Auf Weisung wurde dazu am 25. Januar 1934 eine außerordentliche Generalversammlung abgehalten, die zwar einen neuen „Vereinsführer“ wählte, aber Martens sehr zum Ärger der anwesenden DFB-Vertreter zum Ehrenvorsitzenden erklärte. Am 14. Dezember 1936 wurde der homosexuelle Martens wegen Verstoßes gegen § 175 RStGB zu zehn Monaten Gefängnis verurteilt. Zugleich wurde er aus der NSDAP ausgeschlossen.
Nach der Haftentlassung am 30. Juli 1937 zog sich Martens aus der Öffentlichkeit zurück. Sein Bruder Paul beschäftigte ihn als Prokuristen in seiner Firma Superradio in Hamburg-Eppendorf. Am 14. April 1939 wurde Martens wegen Verkehrs mit einem Prostituierten erneut verurteilt, diesmal zu 20 Monaten Gefängnis. Diese Strafe war am 8. November 1940 verbüßt. Im September 1941 erhielt Martens eine Vorladung zur polizeilichen Vernehmung und unternahm daraufhin einen Selbstmordversuch. Nach der Aussage eines weiteren Prostituierten wurde Martens verhaftet. Er war geständig, wurde im März 1942 von Staatsanwalt Nicolaus Siemssen angeklagt und am 15. Mai zu 18 Monaten Zuchthaus mit anschließender Sicherungsverwahrung verurteilt. Das Gericht knüpfte eine etwaige Entlassung an eine vorherige Entmannung Martens. Sein Rechtsanwalt hatte bereits im März angekündigt, sein Mandant wolle sich „freiwillig“ entmannen lassen.
Martens wurde im Juni 1942 in die Strafanstalt Bremen-Oslebshausen eingeliefert und am 15. Dezember 1942 in Hamburg entmannt. Gericht und Staatsanwaltschaft stimmten daraufhin im Januar 1943 der Aufhebung der Sicherungsverwahrung zu. Die Entlassung wurde indes erst angeordnet, nachdem im Oktober 1943 auch das Reichsjustizministerium nach Rücksprache mit der SS zugestimmt hatte. Nach einer zweiten Nachuntersuchung erfolgte am 6. Januar 1944 Martens Entlassung.
Nach dem Ende des Nationalsozialismus wurde Martens nicht rehabilitiert. Eine dritte Nachuntersuchung wurde noch am 22. Mai 1946 vorgenommen. Allerdings kehrte Martens 1949 in den Kreis der Alten Herren des HSV zurück und war auch im Ältestenrat aktiv. Er starb an den Folgen eines Schlaganfalls.